# Marsdenia oubatchensis
Marsdenia oubatchensis är en oleanderväxtart som beskrevs av Rudolf Schlechter. Marsdenia oubatchensis ingår i släktet Marsdenia och familjen oleanderväxter. Inga underarter finns listade i Catalogue of Life.